# Victoriawatervallen

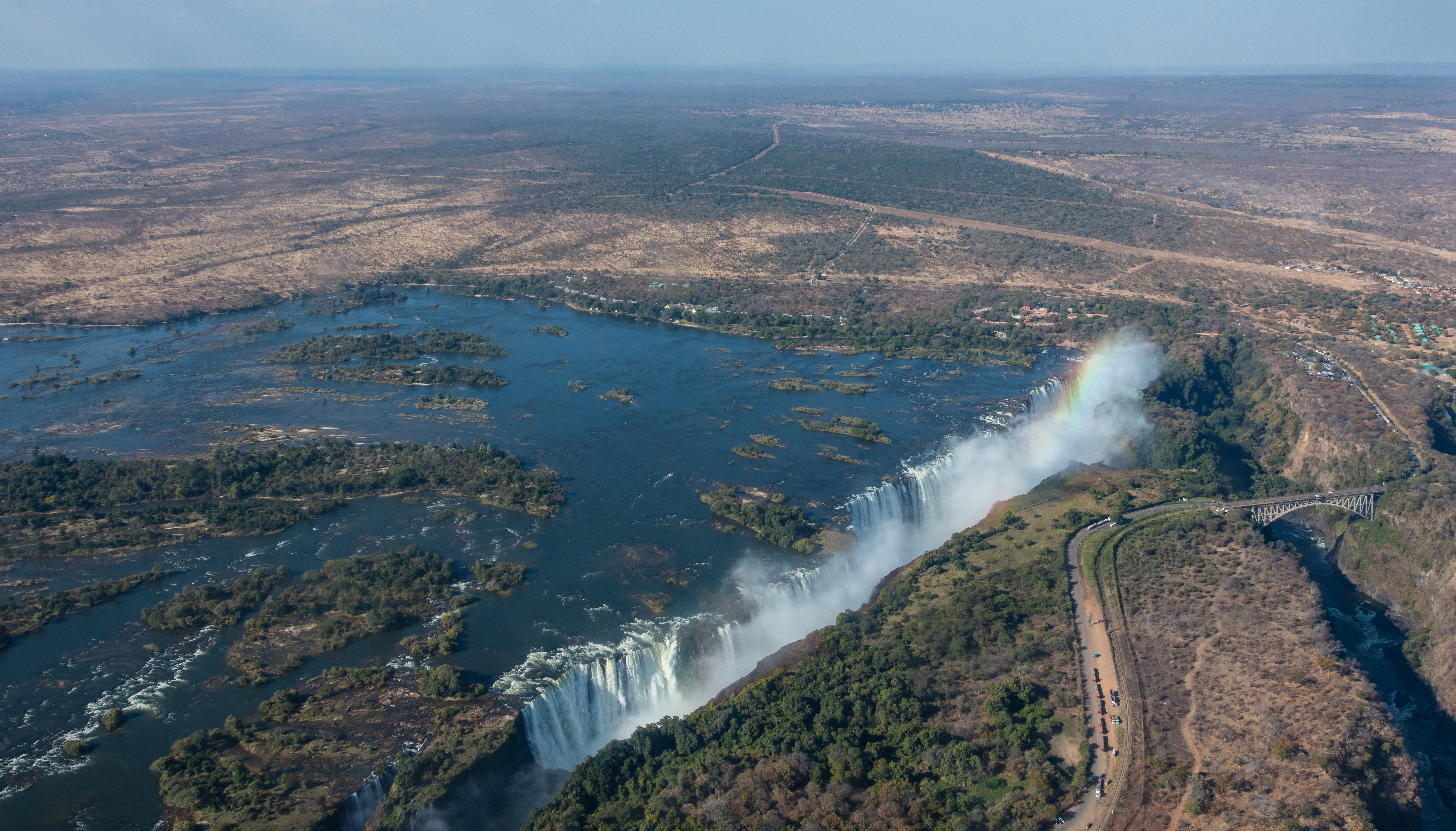
Victoriawatervallen

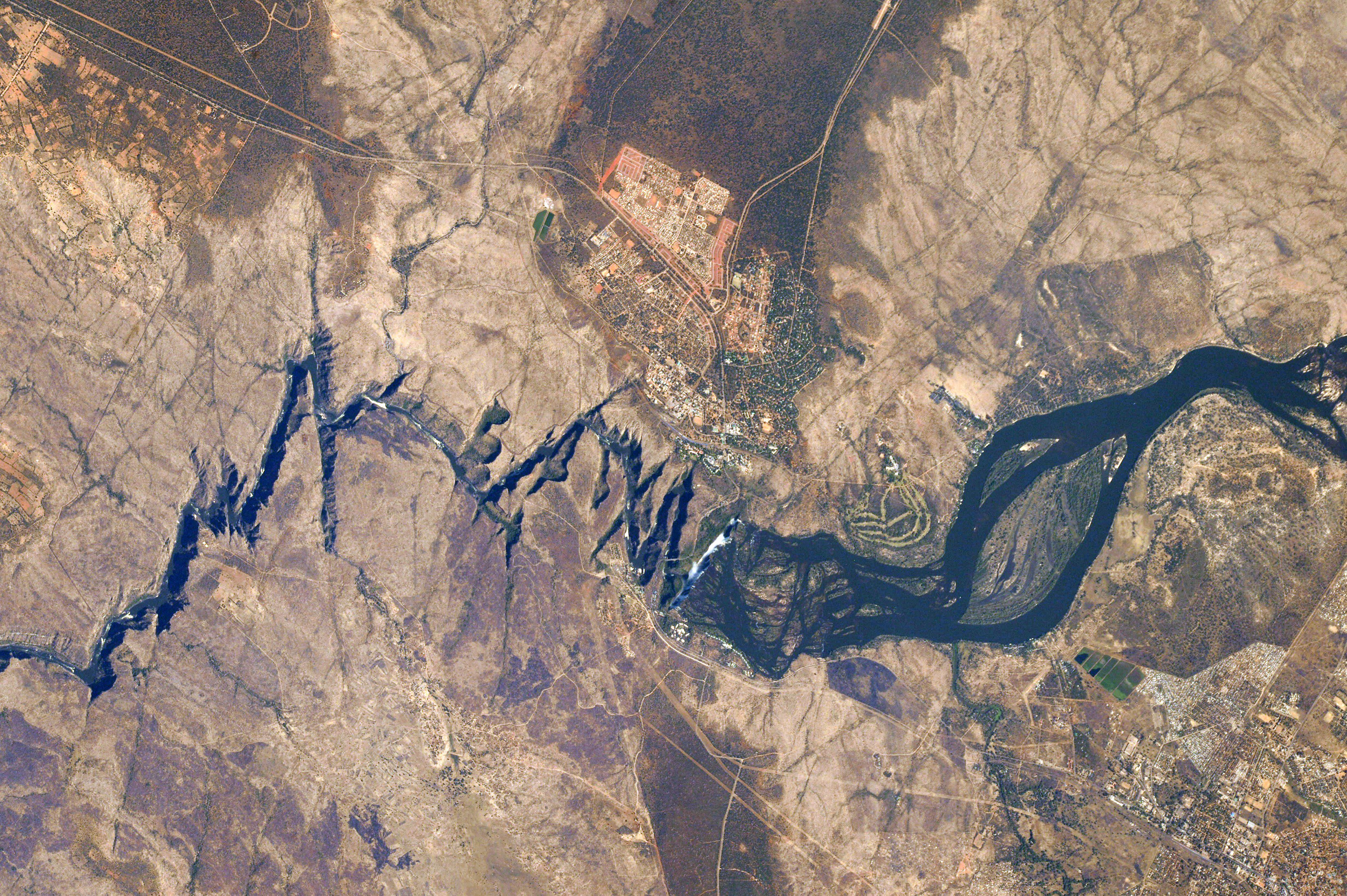
De Victoriawatervallen vanuit de ruimte

De Victoriawatervallen (Lozi: Mosi-oa-Tunya, "De rook die dondert"; Tonga: Shungu Namutitima, "Kokend water") zijn de breedste watervallen van Afrika. Zij vormen een watergordijn van 1708 meter breed en 100 meter hoog en hebben een maximale valhoogte van 128 meter. Per minuut valt er 500 miljoen liter water over de rotswand.
Ze zijn gelegen in de Zambezi, op de grens tussen Zambia en Zimbabwe. Aan beide kanten van de grens ligt een nationaal park: het Zambiaanse nationaal park Mosi-oa-Tunya en het Zimbabwaanse nationaal park Victoria Falls.
De eerste Europeaan die de watervallen heeft gezien en wereldkundig heeft gemaakt is de Schotse missionaris en ontdekkingsreiziger David Livingstone op 17 november 1855. "Geen enkel ander uitzicht in Engeland kan de schoonheid hiervan overtreffen" en "zulke lieflijke beelden moeten de engelen met bewondering bekeken hebben tijdens hun vluchten" schreef hij later.

## Naamgeving
Dr. Livingstone week bij de naamgeving van deze watervallen, voor de eerste en enige keer in zijn leven, af van zijn gewoonte om de plaatselijke namen te behouden. Hij noemde deze watervallen naar de toenmalige koningin van het Verenigd Koninkrijk, koningin Victoria.
De lokale bevolking noemt deze watervallen tegenwoordig de Mosi-oa-Tunya (Letterlijk vertaald: de rook die dondert).
Buiten de inheemse Afrikanen waren waarschijnlijk de Arabieren de eerste buitenstaanders die deze watervallen bezochten. Volgens Livingstone waren deze watervallen bij de lokale bevolking bekend als Mo ku sa tunya musi, "daar waar er steeds rook opstijgt".
Livingstone beweerde dat de oorspronkelijke oude inlandse naam voor de watervallen shungwe of shongwhe zou zijn (dit betekent in de Tonga-taal De dampende rook - in het Engels The smoke fumes). Het is dus mogelijk dat de naam Musi-oa-Tunya door Arabische ontdekkers werd gegeven en oorspronkelijk musa-i-nunya luidde, hetgeen in het Arabisch het einde van de wereld betekent.
In 1989 werden de watervallen door UNESCO tot Werelderfgoed verklaard.

## Geologie
Tijdens het Trias lag het gebied van de huidige Victoriawatervallen rond de Steenbokskeerkring in het midden van Gondwana. Ten gevolge van deze ligging was het er droog waardoor de wind vrij spel had. Een dik pakket sedimentair gesteente is hiervan het resultaat.
Zo'n 180 miljoen jaar geleden brak Gondwana uit elkaar. Dit proces ging gepaard met enorme vulkanische activiteiten die miljoenen jaren aanhielden. Dikke pakketten vloedbasalt bedekten de sedimentaire gesteenten. Er ontstond hierdoor in het zuiden van Zuid-Amerika, Antarctica en Afrika een large igneous province; in de omgeving van de Victoriawatervallen was dit pakket tot 300 meter dik. Vervolgens stolde het basalt en koelde af waardoor hier en daar scheuren ontstonden.
Tijdens het Tertiair stroomden alle rivieren naar de Limpopo. Hierdoor is de Zambezi, in het noorden, maar een korte rivier. Door een epirogenetische beweging, de African Superswell, ontstond er een natuurlijke barrière (Kalahari-Zambezi-as) waardoor rivieren niet meer naar de Limpopo stroomden, maar uitmondden in het Makgadikgadimeer. Ondertussen erodeerde de Midden-Zambezi in een rift en ten slotte in de richting van het meer, waardoor, bij contact, dit meer leegliep. Hierdoor werden de Boven-Zambezi en de Beneden-Zambezi met elkaar verbonden. De nieuwe Zambezi stroomt door het met scheuren bezaaide basaltplateau, waar de rivier ter hoogte van de Victoriawatervallen diep in snijdt.

## Toerisme

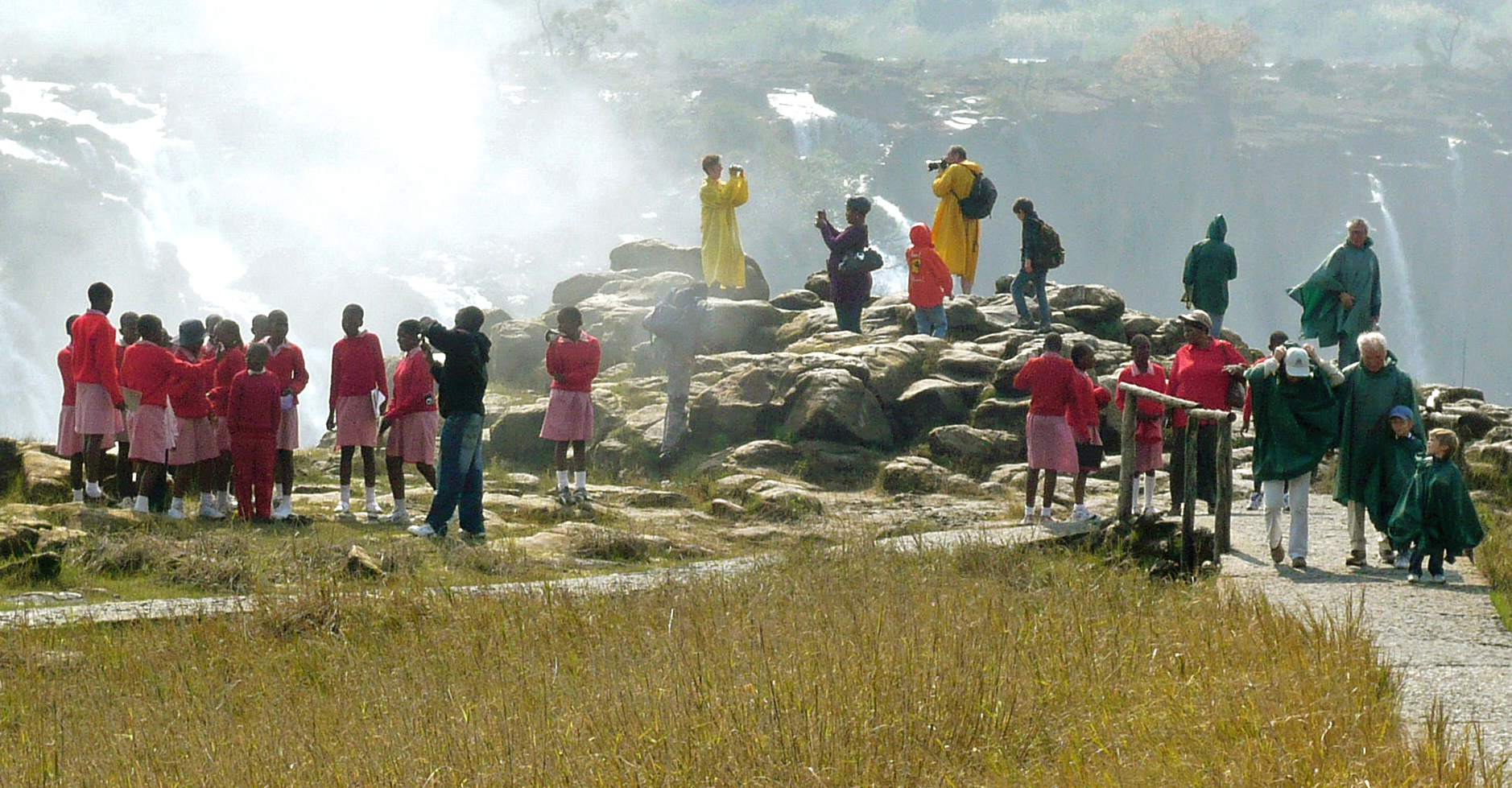
Toerisme

De Victoriawatervallen en de benedenstroomse loop van de Zambezi hebben een grote aantrekkingskracht op toeristen, onder andere om te raften en te kanoën. Hiervan profiteert het in Zambia gelegen Livingstone. Voorheen was de stad Victoria Falls in Zimbabwe, met de nabijgelegen luchthaven Victoria Falls, het middelpunt van het toerisme rond de Victoriawatervallen, maar door onder andere het veel duurder worden van het visum en het regeringsbeleid in Zimbabwe heeft deze stad sterk ingeboet aan aantrekkingskracht.

## Video's
|  |  |